# Weixi
| Tibetische Bezeichnung                                           |
| ---------------------------------------------------------------- |
| Tibetische Schrift: འབའ་ལུང་ལི་སུའུ་རིགས་རང་སྐྱོང་རྫོང                     |
| Wylie-Transliteration: 'ba' lung li su'u rigs rang skyong rdzong |
| Chinesische Bezeichnung                                          |
| Vereinfacht: 维西傈僳族自治县                                    |
| Pinyin:Wéixī Lìsùzú Zìzhìxiàn                                    |

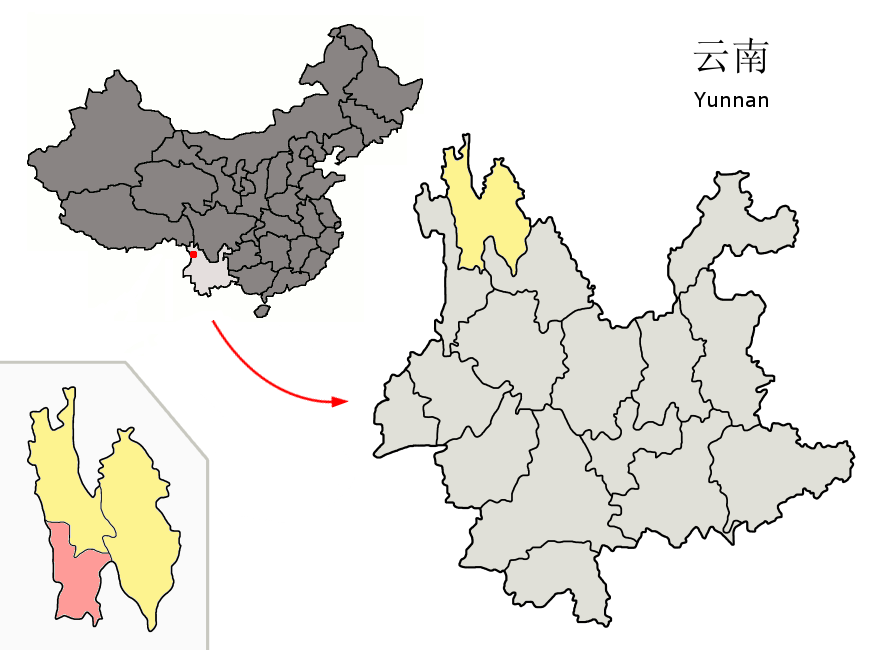
Lage des Autonomen Kreises Weixi der Lisu im Autonomen Bezirk Dêqên der Tibeter (gelb)

Der Autonome Kreis Weixi der Lisu (tibetisch Balung) ist ein autonomer Kreis der Lisu im Autonomen Bezirk Dêqên der Tibeter im Nordwesten der chinesischen Provinz Yunnan. Er hat eine Fläche von 4.473 km² und 146.363 Einwohner (Stand: Zensus 2020). Im Jahr 2003 hatte Weixi 144.551 Einwohner, davon 83,28 % Angehörige nationaler Minderheiten. 13,05 % der Primi des Landes leben in Weixi. Der Hauptort von Weixi ist die Großgemeinde Baohe (保和镇).
Der Shouguo-Tempel (寿国寺,  Shouguo si) steht seit 2006 auf der Liste der Denkmäler der Volksrepublik China (6-760).

## Administrative Gliederung
Auf Gemeindeebene setzt sich der Kreis aus einer Großgemeinde und neun Gemeinden zusammen. Diese sind:
- Großgemeinde Baohe (保和镇)

- Gemeinde Yonchun (永春乡)
- Gemeinde Pantiange (攀天阁乡)
- Gemeinde Zijixun (自济讯乡)
- Gemeinde Kangpu (康普乡)
- Gemeinde Yezhi (叶枝乡)
- Gemeinde Badi (巴迪乡)
- Gemeinde Tacheng (塔城乡)
- Gemeinde Zhonglu (中路乡)
- Gemeinde Weideng (维登乡)

## Ethnische Gliederung der Bevölkerung (2000)
Beim Zensus im Jahr 2000 hatte Weixi 146.017 Einwohner.
| Name des Volkes | Einwohner | Anteil  |
| --------------- | --------- | ------- |
| Lisu            | 79.355    | 54,35 % |
| Han             | 24.278    | 16,63 % |
| Naxi            | 18.489    | 12,66 % |
| Tibeter         | 9.983     | 6,84 %  |
| Bai             | 9.941     | 6,81 %  |
| Yi              | 2.016     | 1,38 %  |
| Primi           | 1.288     | 0,88 %  |
| Nu              | 233       | 0,16 %  |
| Derung          | 135       | 0,09 %  |
| Hui             | 134       | 0,09 %  |
| Miao            | 56        | 0,04 %  |
| Hani            | 21        | 0,01 %  |
| Mongolen        | 15        | 0,01 %  |
| Sonstige        | 73        | 0,05 %  |